# 利娅·基希曼
利娅·基希曼（英語：Leah Kirchmann，1990年6月30日—），加拿大女子自行车运动员，2015年环加利福尼亚州自行车赛总亚军得主、2018年世界公路自行车锦标赛女子团体计时赛铜牌得主。